# Tees Maar Khan
Tees Maar Khan è un film del 2010 diretto da Farah Khan.

## Trama
Il film ruota principalmente intorno al conman Tabrez Mirza Khan che è stato un criminale sin da quando era giovane. Fu catturato in Francia e deportato di nuovo in India. Due agenti di polizia Chatterje e Mukherjee lo scortarono, ma riuscì a fuggire.
La sua ragazza sta lottando con l'attrice Anya Khan. Tabrez accetta un lavoro dai fratelli Johri per rapinare un treno senza sosta carico di preziosi oggetti d'antiquariato. Considera la gente del villaggio di Dhulia ad aiutarlo dicendo che realizzerà un film storico sul loro villaggio. Si avvicina all'avido ma popolare attore Aatish Kapoor, che è desideroso di ottenere il premio Oscar e lo ingannano a lavorare nel suo "film". Durante le riprese nel villaggio di Tabrez arriva la notizia che il treno raggiungerà la parte del villaggio dopo una settimana e quindi si verificherà la mancanza di attrezzature per riprendere le riprese. Per superare questo problema, il gruppo ha in programma di rapinare la banca e acquistare le attrezzature, ma la gente di Danimarca arriva a sapere del problema finanziario di Tabrez e decide di aiutarlo. Mentre stanno seguendo Tabrez per aiutarlo, egli sbigge che sanno della loro rapina e della loro vera identità e sono disposti ad esporlo e consegnarlo alla polizia. Accidentalmente Tabrez si imbatte nella foresta esponendo un anello di sottrazione di minori e quindi aiuta molti abitanti del villaggio a trovare i loro figli perduti da tempo, dopo aver saputo dell'intenzione degli abitanti del villaggio che Tabrez si sente in colpa per aver truffato gli abitanti del villaggio e giura che darà loro una parte del tesoro. La rapina va bene, ma lui e tutti gli abitanti del villaggio vengono arrestati mentre i fratelli Johri vanno in giro con il tesoro. Tabrez afferma di essere innocente, ma viene imprigionato.
Il film è completato e, alla première, Aatish, Anya, la madre di Tabrez, i suoi complici e gli abitanti del villaggio camminano sul tappeto rosso con lui e la polizia. Dopo il film, Tabrez fugge. Più tardi, sul loro jet privato, i fratelli Johri godono di quello che hanno fino a quando Tabrez e la sua banda li buttano fuori dall'aereo. Il film finisce con Tabrez e sua madre diventa ricca, Aatish riceve un Oscar dall'atleta Anil Kapoor, Anya diventa attrice e ha girato per la crema depilatoria e l'intero villaggio di Dhulia apre i propri saloni, sale per le feste e l'ispettore del villaggio che apre un poster firmando una bancarella a tutti gli americani. L'equipaggio del film è visto ricevere gli Oscar nella canzone "Happy Ending".

## Colonna sonora
1. Sonu Nigam – Tees Maar Khan – 4:17
2. Vishal Dadlani, Sunidhi Chauhan – Sheila Ki Jawani – 4:43
3. Shekhar Ravjiani, Shreya Ghoshal, Raja Hasan, Kamal Khan – Wallah Re Wallah – 5:28
4. Shreya Ghoshal, Sukhwinder Singh – Badey Dilwala – 4:55
5. Harshit Saxena, Abhijeet Sawant, Debojit Saha, Prajakta Shukre – Happy Ending – 4:43